# مالیاتچی (ترانه)
 مالیات‌چی (به انگلیسی: Taxman) آهنگی از گروه راک انگلیسی بیتلز است که به عنوان آهنگ آغازین آلبوم Revolver در سال ۱۹۶۶ منتشر شد. سروده‌های آن توسط جورج هریسون، گیتاریست رهبر گروه نوشته شد. 

## پرسنل
به گفته یان مک دونالد،  به جز موارد ذکر شده:
- جورج هریسون - آوازهای اصلی گیتار اصلی
- جان لنون - آواز پشتیبان، گیتار ریتم [۳]
- پل مک کارتنی - پشتوانه آواز، گیتار باس، گیتار اصلی (تکنوازی)
- رینگو استار - طبل، کاوبل، تمبورین [۳]

## یادداشت
1. 1 2  MacDonald 2005.
2. ↑  Everett 2010.
3. 1 2  Winn 2009.